# Liste der Australian-Open-Sieger (Mixed)
Die Liste der Australian-Open-Sieger (Mixed) enthält alle Finalisten des Mixedwettbewerbs bei den Australasian Championships (1922 bis 1926), den Australian Championships (1927 bis 1968) und den Australian Open (seit 1969). Rekordsieger sind die Australier Harry Hopman (1930, 1936, 1937, 1939) und Colin Long (1940, 1946 bis 1948). Rekordsiegerinnen sind die Australierinnen Daphne Akhurst (1924, 1925, 1928, 1929), Nell Hall Hopman (1930, 1936, 1937, 1939), Nancye Wynne Bolton (1940, 1946 bis 1948), Thelma Coyne Long (1951, 1952, 1954, 1955) und Margaret Smith Court (1963 bis 1965, 1969); die sieben Spieler gewannen jeweils vier Titel.
| Jahr                | Sieger                                  | Finalgegner                             | Ergebnis                        |
| ------------------- | --------------------------------------- | --------------------------------------- | ------------------------------- |
| 1922                | Esna Boyd John Hawkes                   | Lorna Utz Harold Utz                    | 6:1, 6:1                        |
| 1923                | Sylvia Lance Horace Rice                | Margaret Molesworth Bert St. John       | 2:6, 6:4, 6:4                   |
| 1924                | Daphne Akhurst James Willard            | Esna Boyd Garton Hone                   | 6:3, 6:4                        |
| 1925                | Daphne Akhurst James Willard            | Sylvia Harper Richard Schlesinger       | 6:4, 6:4                        |
| 1926                | Esna Boyd John Hawkes                   | Daphne Akhurst James Willard            | 6:2, 6:4                        |
| 1927                | Esna Boyd John Hawkes                   | Youtha Anthony James Willard            | 6:1, 6:3                        |
| 1928                | Daphne Akhurst Jean Borotra             | Esna Boyd John Hawkes                   | kampflos                        |
| 1929                | Daphne Akhurst Edgar Moon               | Marjorie Cox Jack Crawford              | 6:0, 7:5                        |
| 1930                | Nell Hall Harry Hopman                  | Marjorie Cox Jack Crawford              | 11:9, 3:6, 6:3                  |
| 1931                | Marjorie Crawford Jack Crawford         | Emily Westacott Aubrey Willard          | 7:5, 6:4                        |
| 1932                | Marjorie Crawford Jack Crawford         | Meryl O’Hara Wood Jirō Satō             | 6:8, 8:6, 6:3                   |
| 1933                | Marjorie Crawford Jack Crawford         | Marjorie Van Ryn Ellsworth Vines        | 3:6, 7:5, 13:11                 |
| 1934                | Joan Hartigan Edgar Moon                | Emily Westacott Ray Dunlop              | 6:3, 6:4                        |
| 1935                | Louie Bickerton Christian Boussus       | Birdie Bond Vernon Kirby                | 1:6, 6:3, 6:3                   |
| 1936                | Nell Hopman Harry Hopman                | May Blick Abel Kay                      | 6:2, 6:0                        |
| 1937                | Nell Hopman Harry Hopman                | Dorothy Stevenson Don Turnbull          | 3:6, 6:3, 6:2                   |
| 1938                | Margaret Wilson John Bromwich           | Nancye Wynne Colin Long                 | 6:3, 6:2                        |
| 1939                | Nell Hopman Harry Hopman                | Margaret Wilson John Bromwich           | 6:8, 6:2, 6:3                   |
| 1940                | Nancye Wynne Colin Long                 | Nell Hopman Harry Hopman                | 7:5, 2:6, 6:4                   |
| 1941–1945           | ausgefallen (Zweiter Weltkrieg)         | ausgefallen (Zweiter Weltkrieg)         | ausgefallen (Zweiter Weltkrieg) |
| 1946                | Nancye Bolton Colin Long                | Joyce Fitch John Bromwich               | 6:0, 6:4                        |
| 1947                | Nancye Bolton Colin Long                | Joyce Fitch John Bromwich               | 6:3, 6:3                        |
| 1948                | Nancye Bolton Colin Long                | Thelma Long Bill Sidwell                | 7:5, 4:6, 8:6                   |
| 1949                | Doris Hart Frank Sedgman                | Joyce Fitch John Bromwich               | 6:1, 5:7, 12:10                 |
| 1950                | Doris Hart Frank Sedgman                | Joyce Fitch Eric Sturgess               | 8:6, 6:4                        |
| 1951                | Thelma Long George Worthington          | Clare Proctor Jack May                  | 6:4, 3:6, 6:2                   |
| 1952                | Thelma Long George Worthington          | Gwen Thiele Tom Warhurst                | 9:7, 7:5                        |
| 1953                | Julie Sampson Rex Hartwig               | Maureen Connolly Ham Richardson         | 6:4, 6:3                        |
| 1954                | Thelma Long Rex Hartwig                 | Beryl Penrose John Bromwich             | 4:6, 6:1, 6:2                   |
| 1955                | Thelma Long George Worthington          | Jenny Staley Hoad Lew Hoad              | 6:2, 6:1                        |
| 1956                | Beryl Penrose Neale Fraser              | Mary Hawton Roy Emerson                 | 6:2, 6:4                        |
| 1957                | Fay Muller Mal Anderson                 | Jill Langley Billy Knight               | 7:5, 3:6, 6:1                   |
| 1958                | Mary Hawton Robert Howe                 | Angela Mortimer Peter Newman            | 9:11, 6:1, 6:2                  |
| 1959                | Sandra Reynolds Bob Mark                | Renée Schuurman Rod Laver               | 4:6, 13:11, 6:1                 |
| 1960                | Jan Lehane Trevor Fancutt               | Mary Reitano Bob Mark                   | 6:2, 7:5                        |
| 1961                | Jan Lehane Bob Hewitt                   | Mary Reitano John Pearce                | 9:7, 6:2                        |
| 1962                | Lesley Turner Fred Stolle               | Darlene Hard Roger Taylor               | 6:3, 9:7                        |
| 1963                | Margaret Smith Ken Fletcher             | Lesley Turner Fred Stolle               | 7:5, 5:7, 6:4                   |
| 1964                | Margaret Smith Ken Fletcher             | Jan Lehane Mike Sangster                | 6:3, 6:2                        |
| 1965                | Robyn Ebbern Owen Davidson              |                                         | Sieg geteilt                    |
| 1965                | Margaret Smith John Newcombe            |                                         | Sieg geteilt                    |
| 1966                | Judy Tegart Tony Roche                  | Robyn Ebbern Bill Bowrey                | 6:1, 6:3                        |
| 1967                | Lesley Turner Owen Davidson             | Judy Tegart Tony Roche                  | 9:7, 6:4                        |
| 1968                | Billie Jean King Dick Crealy            | Margaret Court Allan Stone              | kampflos                        |
| Beginn der Open Era |                                         |                                         |                                 |
| 1969                | Margaret Court Marty Riessen            |                                         | Sieg geteilt                    |
| 1969                | Ann Jones Fred Stolle                   |                                         | Sieg geteilt                    |
| 1970–1986           | keine Austragung                        | keine Austragung                        | keine Austragung                |
| 1987                | Zina Garrison Sherwood Stewart          | Anne Hobbs Andrew Castle                | 3:6, 7:65, 6:3                  |
| 1988                | Jana Novotná Jim Pugh                   | Martina Navratilova Tim Gullikson       | 5:7, 6:2, 6:4                   |
| 1989                | Jana Novotná Jim Pugh                   | Zina Garrison Sherwood Stewart          | 6:3, 6:4                        |
| 1990                | Natallja Swerawa Jim Pugh               | Zina Garrison Rick Leach                | 4:6, 6:2, 6:3                   |
| 1991                | Jo Durie Jeremy Bates                   | Robin White Scott Davis                 | 2:6, 6:4, 6:4                   |
| 1992                | Nicole Provis Mark Woodforde            | Arantxa Sánchez Vicario Todd Woodbridge | 6:3, 4:6, 11:9                  |
| 1993                | Arantxa Sánchez Vicario Todd Woodbridge | Zina Garrison Rick Leach                | 7:5, 6:4                        |
| 1994                | Larisa Neiland Andrei Olchowski         | Helena Suková Todd Woodbridge           | 7:5, 6:77, 6:2                  |
| 1995                | Natallja Swerawa Rick Leach             | Gigi Fernández Cyril Suk                | 7:64, 6:73, 6:4                 |
| 1996                | Larisa Neiland Mark Woodforde           | Nicole Arendt Luke Jensen               | 4:6, 7:5, 6:0                   |
| 1997                | Manon Bollegraf Rick Leach              | Larisa Neiland John-Laffnie de Jager    | 6:3, 6:75, 7:5                  |
| 1998                | Venus Williams Justin Gimelstob         | Helena Suková Cyril Suk                 | 6:2, 6:1                        |
| 1999                | Mariaan de Swardt David Adams           | Serena Williams Maks Mirny              | 6:4, 4:6, 7:65                  |
| 2000                | Rennae Stubbs Jared Palmer              | Arantxa Sánchez Vicario Todd Woodbridge | 7:5, 7:63                       |
| 2001                | Corina Morariu Ellis Ferreira           | Barbara Schett Joshua Eagle             | 6:1, 6:3                        |
| 2002                | Daniela Hantuchová Kevin Ullyett        | Paola Suárez Gastón Etlis               | 6:3, 6:2                        |
| 2003                | Martina Navratilova Leander Paes        | Eleni Daniilidou Todd Woodbridge        | 6:4, 7:5                        |
| 2004                | Jelena Bowina Nenad Zimonjić            | Martina Navratilova Leander Paes        | 6:1, 7:63                       |
| 2005                | Samantha Stosur Scott Draper            | Liezel Huber Kevin Ullyett              | 6:2, 2:6, 7:66                  |
| 2006                | Martina Hingis Mahesh Bhupathi          | Jelena Lichowzewa Daniel Nestor         | 6:3, 6:3                        |
| 2007                | Jelena Lichowzewa Daniel Nestor         | Wiktoryja Asaranka Maks Mirny           | 6:4, 6:4                        |
| 2008                | Sun Tiantian Nenad Zimonjić             | Sania Mirza Mahesh Bhupathi             | 7:64, 6:4                       |
| 2009                | Sania Mirza Mahesh Bhupathi             | Nathalie Dechy Andy Ram                 | 6:3, 6:1                        |
| 2010                | Cara Black Leander Paes                 | Jekaterina Makarowa Jaroslav Levinský   | 7:5, 6:3                        |
| 2011                | Katarina Srebotnik Daniel Nestor        | Chan Yung-jan Paul Hanley               | 6:3, 3:6, [10:7]                |
| 2012                | Bethanie Mattek-Sands Horia Tecău       | Jelena Wesnina Leander Paes             | 6:3, 5:7, [10:3]                |
| 2013                | Jarmila Gajdošová Matthew Ebden         | Lucie Hradecká František Čermák         | 6:3, 7:5                        |
| 2014                | Kristina Mladenovic Daniel Nestor       | Sania Mirza Horia Tecău                 | 6:3, 6:2                        |
| 2015                | Martina Hingis Leander Paes             | Kristina Mladenovic Daniel Nestor       | 6:4, 6:3                        |
| 2016                | Jelena Wesnina Bruno Soares             | Coco Vandeweghe Horia Tecău             | 6:4, 4:6, [10:5]                |
| 2017                | Abigail Spears Juan Sebastián Cabal     | Sania Mirza Ivan Dodig                  | 6:2, 6:4                        |
| 2018                | Gabriela Dabrowski Mate Pavić           | Tímea Babos Rohan Bopanna               | 2:6, 6:4, [11:9]                |
| 2019                | Barbora Krejčíková Rajeev Ram           | Astra Sharma John-Patrick Smith         | 7:63, 6:1                       |
| 2020                | Barbora Krejčíková Nikola Mektić        | Bethanie Mattek-Sands Jamie Murray      | 5:7, 6:4, [10:1]                |
| 2021                | Barbora Krejčíková Rajeev Ram           | Samantha Stosur Matthew Ebden           | 6:1, 6:4                        |
| 2022                | Kristina Mladenovic Ivan Dodig          | Jaimee Fourlis Jason Kubler             | 6:3, 6:4                        |
| 2023                | Luisa Stefani Rafael Matos              | Sania Mirza Rohan Bopanna               | 7:62, 6:2                       |
| 2024                | Hsieh Su-wei Jan Zieliński              | Desirae Krawczyk Neal Skupski           | 6:75, 6:4, [11:9]               |
| 2025                | Olivia Gadecki John Peers               | Kimberly Birrell John-Patrick Smith     | 3:6, 6:4, [10:6]                |